# Hologymnetis kinichahau
Hologymnetis kinichahau är en skalbaggsart som beskrevs av Brett C.Ratcliffe och Deloya 1992. Hologymnetis kinichahau ingår i släktet Hologymnetis och familjen Cetoniidae. Inga underarter finns listade i Catalogue of Life.